# Exaeretina auricoma
Exaeretina auricoma är en tvåvingeart som beskrevs av Günther Enderlein 1921. Exaeretina auricoma ingår i släktet Exaeretina och familjen vapenflugor. Inga underarter finns listade i Catalogue of Life.